# دونالد برايان (لاعب كريكت)
دونالد برايان (25 أكتوبر 1925 في نيوزيلندا - 17 نوفمبر 2015) (بالإنجليزية: Donald Brian)‏ هو لاعب كريكت نيوزلندي.

## وصلات خارجية
- دونالد برايان على موقع إي آس بي آن كريك إنفو (الإنجليزية)